# Komplementkomponente C9
Die Komplementkomponente C9, auch als Komplementfaktor C9 bezeichnet, ist ein Protein des Komplementsystems und hat als Hauptbestandteil des Membranangriffskomplexes für das Immunsystem von Mensch und Tier eine wichtige Funktion. Mutationen im C9-Gen sind verantwortlich für seltene erbliche Anfälligkeit für Infektionen mit Neisseria.

## Genetik und Aufbau
Das für C9 codierende C9-Gen befindet sich beim Menschen auf Chromosom 9 Genlocus p13. Es besteht aus elf Exons, die – mit Ausnahme von Exon 11 – eine Länge von 100 bis 250 Basenpaare haben. Exon 11 besteht aus über 1000 Basenpaaren.
Das Genprodukt besteht aus 537 Aminosäuren. Am Amino-Terminus ist C9 im Wesentlichen aus hydrophilen Aminosäuren aufgebaut, während sich am Carboxyl-Terminus hauptsächlich hydrophobe Aminosäuren befinden. Der amphiphile Aufbau ist notwendig, um beim Membranangriffskomplex – den 6 bis 16 C9-Einheiten zusammen mit je einer C5b-, C6-, C7- und C8-Einheit bilden – ein Durchdringen der Zellmembran der Zielzelle zu ermöglichen.

## Erkrankungen
C9-Defizienz ist in Japan eine der häufigsten anzutreffenden genetischen Anomalien. Die Inzidenz liegt bei 1 Homozygot auf 1000. Bei hellhäutigen Menschen sind dagegen nur sehr wenige Fälle bekannt. Die Betroffenen sind weitgehend gesund, haben aber ein signifikant erhöhtes Risiko, an einer Meningokokken-Meningitis zu erkranken.

## Weiterführende Literatur
- D. Marazziti u. a.: Relationships between the gene and protein structure in human complement component C9. In: Biochemistry 27, 1988, S. 6529–6534. PMID 3219351